# 田中神社 (羽生市)
田中神社（たなかじんじゃ）は、埼玉県羽生市の神社。

## 歴史
1461年（寛正2年）に創建された。この年に古利根川の圦「田中圦」に白幣が流れ着き、発見者で開拓者の水野氏が拾い上げ、屋敷神として祀った。その後、1594年（文禄3年）に、村の鎮守として祀るようになった。
1873年（明治6年）、近代社格制度に基づく「村社」に列せられ、1908年（明治41年）の神社合祀により、周辺の5社が合祀された。

## 交通アクセス
- 南羽生駅より徒歩23分。